# Gongora boracayanensis
Gongora boracayanensis är en orkidéart som beskrevs av Jenny, Dalström och Wesley Ervin Higgins. Gongora boracayanensis ingår i släktet Gongora och familjen orkidéer.
Artens utbredningsområde är Costa Rica. Inga underarter finns listade i Catalogue of Life.